# 村田町
村田町（むらたまち）は、宮城県柴田郡にある町。

## 概要
地誌『柴田郡村田郷風土記御用書出』（安永7年＝1778年）によると、公家が京都から下向してこのあたりに暮らし、「お館様」｣と呼ばれて16代を数えた後に村田氏が城に入ったとされる。その村田城が築かれた室町時代に入ると、下野国小山氏に連なる九郎業朝（くろう なりとも）が合戦に敗れて奥州へ逃れ、村田に住んだのが嘉吉年間（1441年–1444年）とされる。姓を村田に改めて6代目の村田近重（ちかしげ）には男子がなかった。そこで永禄8年（1565年）、後嗣ぎとして伊達稙宗（たねむね＝第14代）の九男宗殖（むねふゆ＝万好斎）を迎え、村田氏は伊達氏の係累に入った。西根荘村田郷の領地は村田町内の大字村田から同大字足立の辺りで、宗殖から7代にわたって治めた。
江戸時代の村田は水運を生かし仙南地方における紅花の集積地となり、明治時代にはカイコの繭を集めて各地へ出荷する中心地として栄えた。
中心市街地の村田は、「なまこ壁」を用いた「店蔵」（たなぐら）と呼ばれる土蔵造りの店舗と豪壮な表門とが並ぶ古い町並みが残っており、7.4ヘクタールの区域が2014年（平成26年）9月18日付けで国の重要伝統的建造物群保存地区に選定された。」「みちのく宮城の小京都」とも称される。
その他、「スポーツランドSUGO」を有しており、町内の一地名である」「菅生」「SUGO」はモータースポーツ界では鈴鹿と並び知名度は高い。

## 地理

### 位置
宮城県南部に位置する。町の7割を緩やかな丘陵が占める。町の中心部は東・西・北の三方を山に囲まれた盆地であり、また市街地の東部を川（荒川）が流れるなど京都に類似した地形となっており、小京都と言われる所以の一つとなっている。

### 地形

#### 河川
主な川
- 白石川
- 荒川（松尾川）
- 新川
- 坪沼川（菅生川）

#### 湖沼
主な湖
- 村田ダム（人造湖）

### 人口
| |                                        |  |
| 村田町と全国の年齢別人口分布（2005年） | 村田町の年齢・男女別人口分布（2005年） |  |
| ■紫色 ― 村田町 ■緑色 ― 日本全国 | ■青色 ― 男性 ■赤色 ― 女性              |  |
| 村田町（に相当する地域）の人口の推移 \| 1970年（昭和45年） \| 13,337人 \| \| \| 1975年（昭和50年） \| 13,265人 \| \| \| 1980年（昭和55年） \| 13,370人 \| \| \| 1985年（昭和60年） \| 13,807人 \| \| \| 1990年（平成2年） \| 13,632人 \| \| \| 1995年（平成7年） \| 13,539人 \| \| \| 2000年（平成12年） \| 13,166人 \| \| \| 2005年（平成17年） \| 12,740人 \| \| \| 2010年（平成22年） \| 11,995人 \| \| \| 2015年（平成27年） \| 11,501人 \| \| \| 2020年（令和2年） \| 10,666人 \| \| |                                        |  |
| 総務省統計局 国勢調査より |                                        |  |
| 1970年（昭和45年） | 13,337人                               |  |
| 1975年（昭和50年） | 13,265人                               |  |
| 1980年（昭和55年） | 13,370人                               |  |
| 1985年（昭和60年） | 13,807人                               |  |
| 1990年（平成2年） | 13,632人                               |  |
| 1995年（平成7年） | 13,539人                               |  |
| 2000年（平成12年） | 13,166人                               |  |
| 2005年（平成17年） | 12,740人                               |  |
| 2010年（平成22年） | 11,995人                               |  |
| 2015年（平成27年） | 11,501人                               |  |
| 2020年（令和2年） | 10,666人                               |  |

### 隣接自治体・行政区
宮城県
- 仙台市（太白区）
- 名取市
- 岩沼市
- 柴田郡：大河原町、柴田町、川崎町
- 刈田郡：蔵王町

## 歴史

### 近代
明治時代
- 1889年（明治22年）4月1日 - 町村制施行にともない、村田本郷・足立村・薄木村・小泉村の計4か村が合併し、村田村が発足。
- 1895年（明治28年）10月31日 - 町制施行し、村田町となる。

### 近現代
昭和時代
- 1955年（昭和30年）4月20日 - 村田町と沼辺村および富岡村の旧菅生村域（13.74平方km、1,460人）が合併し、新制の村田町が発足。
- 1960年（昭和35年）
  - 1月から2月 - 赤痢の集団発生。住民約6000人のうち1530人が感染。原因は水道水源の汚染とみられたが、感染拡大は防疫の遅れも要因であった[17]。
  - 3月14日 - 川崎町の表支倉地区[注釈 3]（0.54km2、133人）を編入。
- 1973年（昭和48年）11月27日 - 東北自動車道白石IC - 仙台南IC間の開通に伴い、村田IC[21]、菅生PAの供用開始。
- 1975年（昭和50年）5月 - スポーツランドSUGOが建設され、営業開始。
- 1988年（昭和63年）10月13日 - 山形自動車道村田JCT - 宮城川崎IC間の開通に伴い、村田JCTの供用開始。

### 現代
平成時代
- 2010年（平成22年）4月10日 - 村田町物産交流センターが道の駅村田として登録される。

令和時代
- 2020年（令和5年）3月25日 − 東北自動車道菅生PAに併合する形で 菅生SICが供用開始。

## 政治

### 行政

#### 首長
歴代村長
| 代 | 氏名       | 就任                      | 退任                       | 備考 |
| -- | ---------- | ------------------------- | -------------------------- | ---- |
| 1  | 安積公     | 1889年（明治22年）4月23日 | 1894年（明治27年）4月15日  |      |
| 2  | 桜中荘次郎 | 1894年（明治27年）4月23日 | 1895年（明治28年）10月30日 |      |
歴代町長
昭和の合併以前
| 代 | 氏名       | 就任                       | 退任                      | 備考                   |
| -- | ---------- | -------------------------- | ------------------------- | ---------------------- |
| 1  | 桜中荘次郎 | 1895年（明治28年）10月31日 | 1899年（明治32年）7月1日  | 村長より留任           |
| 2  | 八島糾     | 1899年（明治32年）7月25日  | 1907年（明治40年）8月2日  |                        |
| 3  | 田山孫八   | 1907年（明治40年）8月16日  | 1923年（大正12年）9月     |                        |
| 4  | 大沼万兵衛 | 1923年（大正12年）10月16日 | 1932年（昭和7年）12月20日 |                        |
| 5  | 升敏之助   | 1943年（昭和8年）1月24日   | 1941年（昭和16年）7月7日  |                        |
| 6  | 武田恭次郎 | 1941年（昭和16年）7月8日   | 1946年（昭和21年）6月13日 |                        |
| 7  | 善積康平   | 1946年（昭和21年）6月18日  | 1947年（昭和22年）3月31日 | 都市計画区域の策定[24] |
| 8  | 大沼千吉   | 1947年（昭和22年）4月6日   | 1951年（昭和26年）4月4日  |                        |
| 9  | 升健蔵     | 1951年（昭和26年）4月23日  | 1955年（昭和30年）4月19日 |                        |
昭和の合併以後
| 代 | 氏名         | 就任                      | 退任                      | 備考         |
| -- | ------------ | ------------------------- | ------------------------- | ------------ |
|    | 升健蔵       | 1955年（昭和30年）4月20日 | 1955年（昭和30年）5月24日 | 職務代執行者 |
| 1  | 大平良治     | 1955年（昭和30年）5月25日 | 1983年昭和58年）5月24日   |              |
| 2  | 大沼勘右衛門 | 1983年（昭和58年）5月25日 | 1991年（平成3年）5月24日  |              |
| 3  | 桜中良寿     | 1991年（平成3年）5月25日  | 1999年（平成11年）5月24日 |              |
| 4  | 佐藤洋治     | 1999年（平成11年）5月25日 | 2007年（平成19年）5月24日 |              |
| 5  | 佐藤英雄     | 2007年（平成19年）5月25日 | 2019年（令和元年）8月27日 |              |
| 6  | 大沼克巳     | 2019年（令和元年）8月28日 | 現職                      |              |

#### 町章
1961年（昭和36年）5月16日制定。村田町の「む」を図案化したもので、村田町をめぐる「山」を上部にとり入れ、和と飛躍する恒久発展の姿を現した。

## 施設

### 警察
本部
- 宮城県警察 大河原警察署

駐在所
- 村田駐在所

### 消防
本部
- 仙南地域広域行政事務組合

消防署
- 村田出張所（村田町大字村田字西田56-1）

### 医療
主な病院
- みやぎ県南中核病院附属村田診療所

### 郵便局
主な郵便局
- 村田郵便局
- 沼辺郵便局
- 菅生簡易郵便局
  - 集配は大河原郵便局が担当している。

### 交流施設
- 村田町中央公民館

## 対外関係

### 姉妹都市･提携都市

#### 国内
提携都市
- 玖珂町（山口県）（現・岩国市）
  - 1999年（平成11年）- なかよし交流都市提携

その他
- 陸前の小京都「村田」として全国京都会議に加盟している。

#### 海外
姉妹都市
- バックリー（イギリス連合王国 ウェールズ国 クルウィド地方 フリントシャー州）
  - 1989年（平成元年）4月21日 - 姉妹都市提携[25]。

## 経済

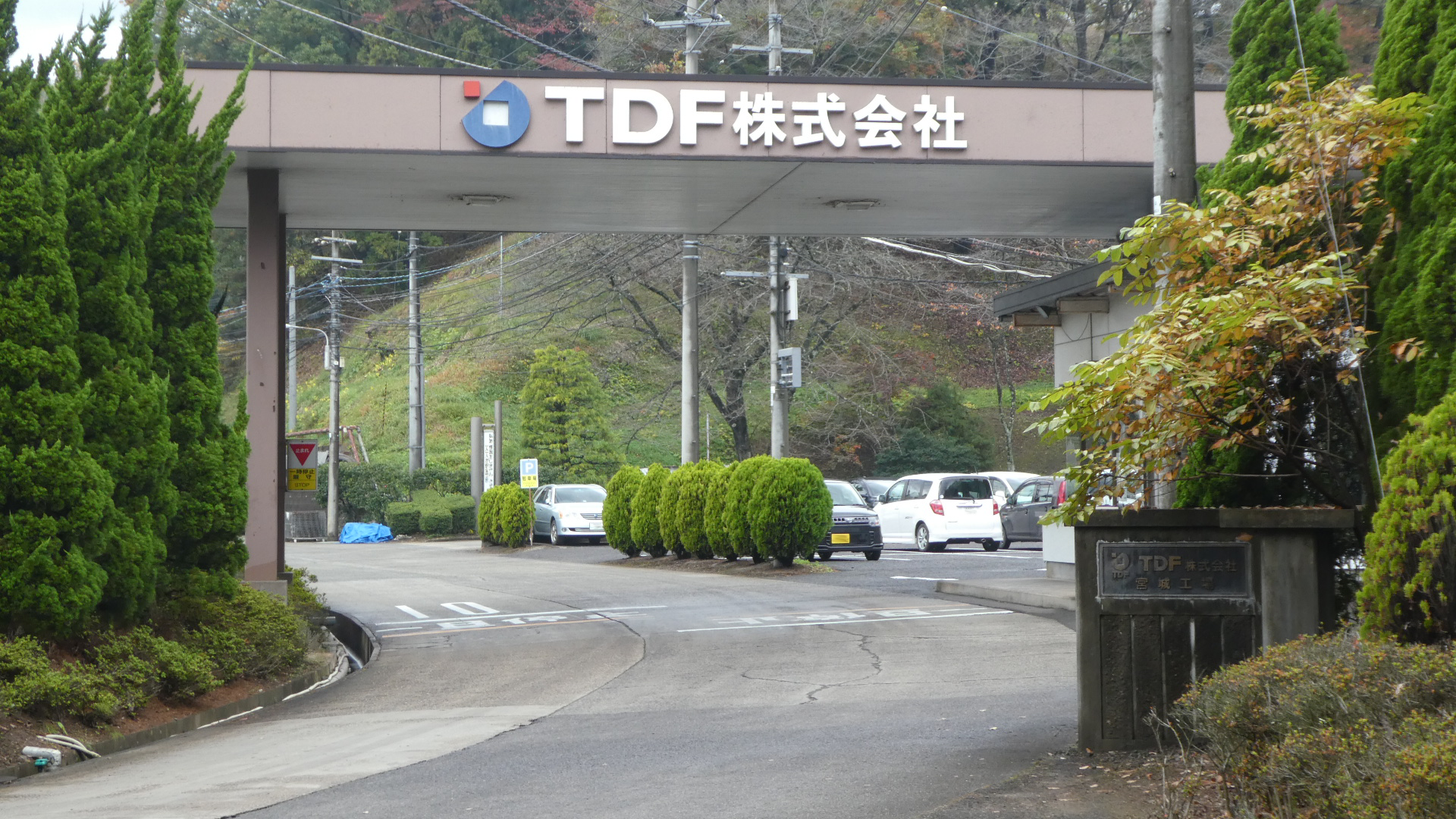
かつてのTDF工場

### 第一次産業

#### 農業
- そらまめ[8] - 5指に入る生産高
- 味来（とうもろこし）
- そば（たまゆらのそば）

### 第二次産業

#### 工業
- 村田工業団地（プラスエンジニアリング、竹内ハガネ商行、三丸化学、東邦メッキ、東亜工業、東北特殊鋼、他7事業所）を中心に、町内の各地で42社が操業。

### 第三次産業

#### 商業
主な商業施設
- コメリ村田店

### 金融機関
- 仙南信用金庫村田支店(指定金融機関)
- 七十七銀行村田支店・川崎支店（指定代理金融機関）
- みやぎ仙南農業協同組合村田支店(指定代理金融機関)

## 情報・通信

### マスメディア

#### 中継局
- 村田テレビ中継局

## 教育

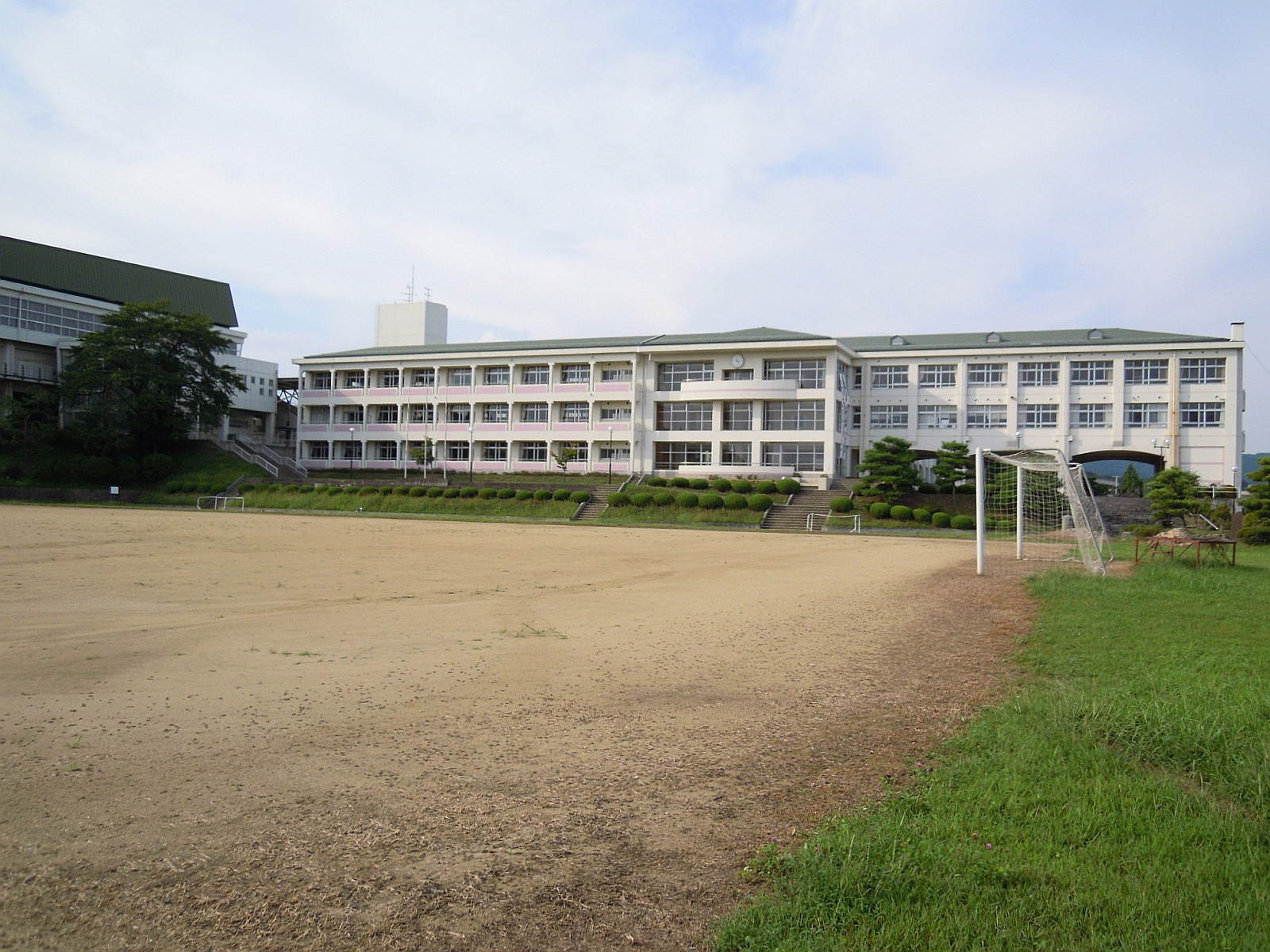
宮城県村田高等学校

### 高等学校
県立
- 宮城県村田高等学校

### 中学校
町立
- 村田町立村田第一中学校 : 文部科学省が推進する「学力向上フロンティア」指定校（フロンティアスクール）
- 村田町立村田第二中学校

### 小学校
町立
- 村田町立村田小学校
- 村田町立村田第二小学校

統廃合
- 宮城県柴田郡村田町立村田第四小学校[26]

## 交通

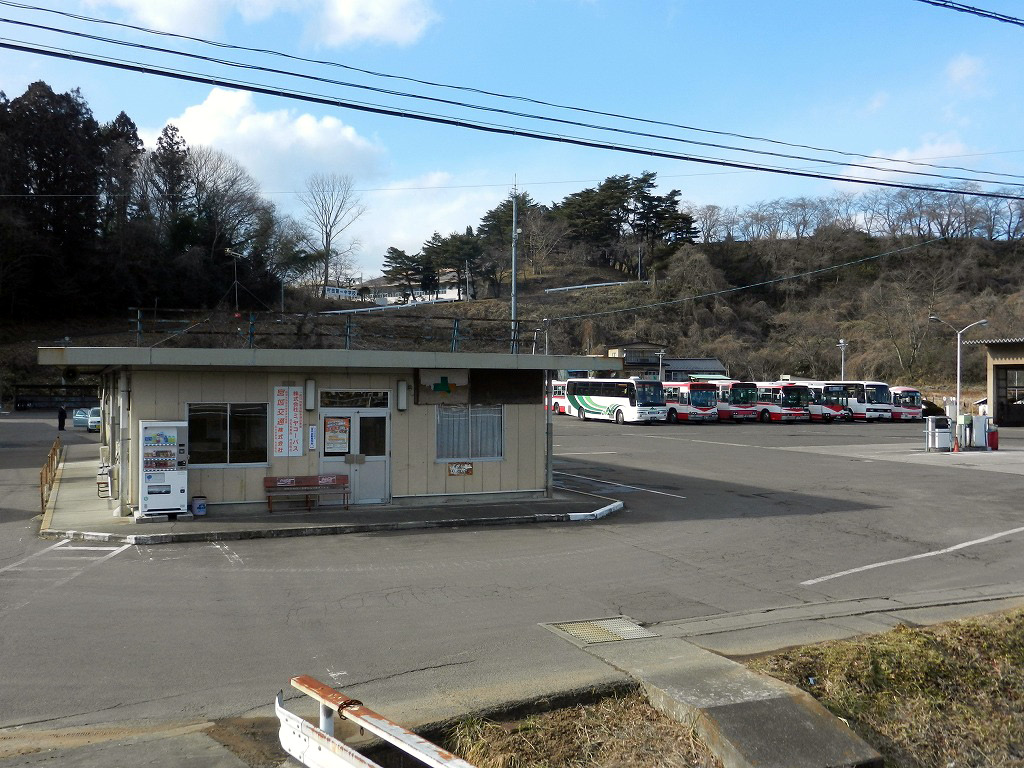
ミヤコーバス村田駐在所

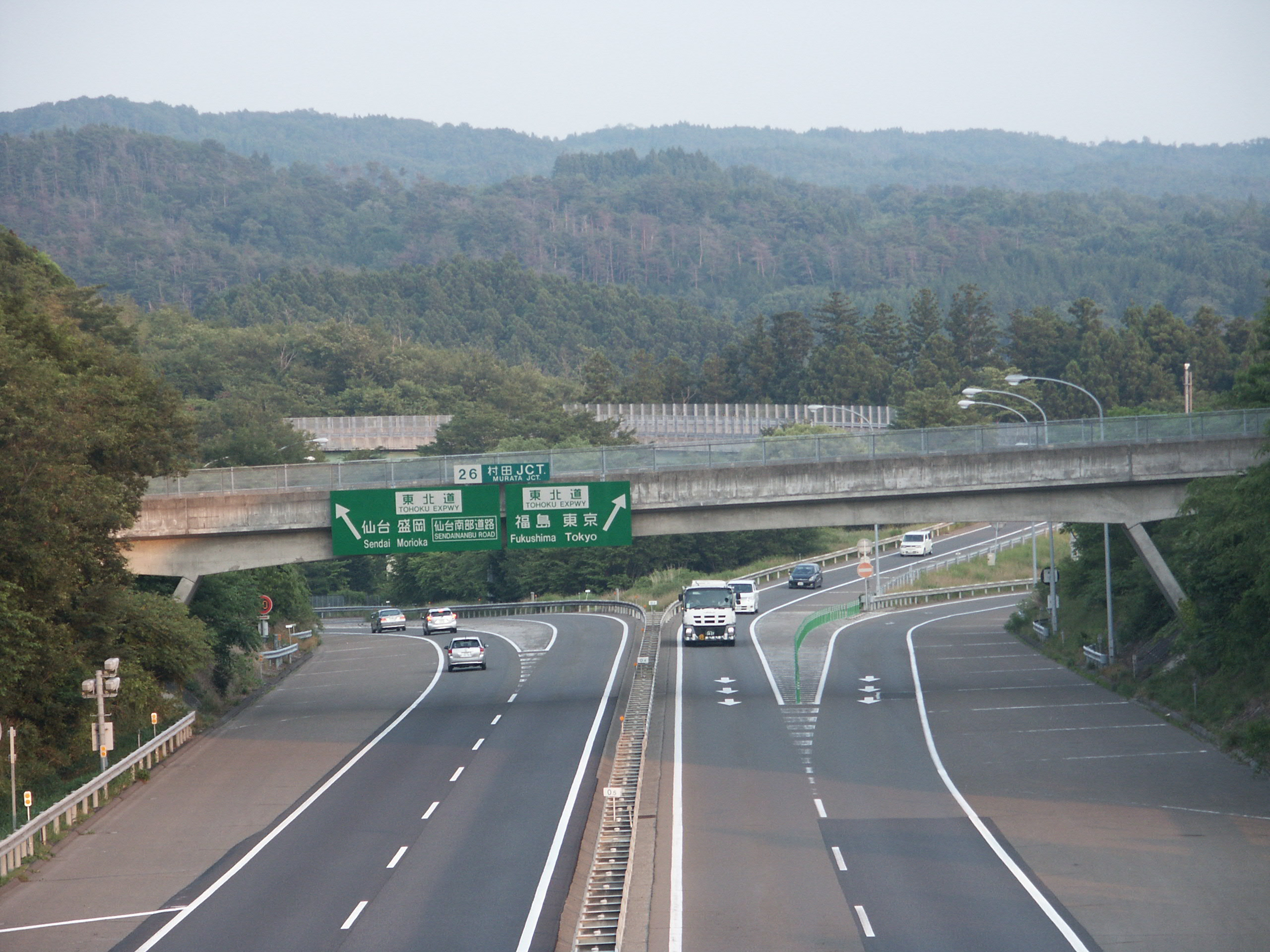
村田JCT

### 鉄道
町内を東北新幹線が通過しているが、鉄道駅は在来線を含め存在しない。鉄道を使用する場合の最寄り駅は、JR東日本東北本線大河原駅。

### バス

#### 路線バス
村田町にはミヤコーバスの村田駐在所があり、バスの結節点となっている。
- 仙台 - 村田・蔵王町線
- 大河原駅前 - 村田駐在所
- 村田駐在所 - 川崎
- 村田町役場前 - 村田駐在所 - 菅生
- 蔵王町総合運動公園 - 蔵王町役場前 - 村田営業所

### 道路

#### 一般道
起業道路 - 改築のため土地を収用（町内の大字村田字西38、49、52、53宅地）

#### 高速道路
- E4東北自動車道：（蔵王町）- (25) 村田IC - (26) 村田JCT（山形自動車道分岐） - 菅生PA -（仙台市太白区）
- E48 山形自動車道：(26) 村田JCT -（川崎町）

#### 国道
- 国道4号

#### 県道
主要地方道
- 宮城県道14号亘理大河原川崎線
- 宮城県道25号岩沼蔵王線
- 宮城県道31号仙台村田線
- 宮城県道52号亘理村田蔵王線

一般県道
- 宮城県道118号名取村田線

#### 道の駅
- 道の駅村田

## 観光

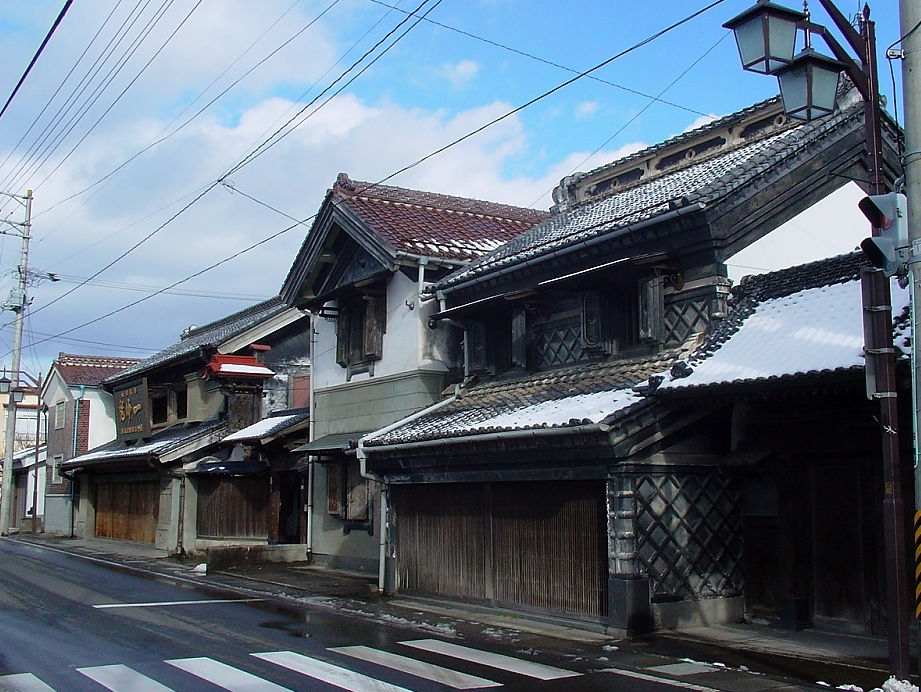
商家町村田

### 名所・旧跡
重要伝統的建造物群保存地区
- 村田 - 重要伝統的建造物群保存地区に選定された店蔵が並ぶ街並み。小京都村田の象徴。

主な城郭
- 村田城跡 現城山公園

主な神社
- 白鳥神社 奥州の蛇藤、縄文けやき、大銀杏、白樫などの巨木群 パワースポット

主な寺院
- 龍島院 京都「詩仙堂」の庭園美を呈した池泉鑑賞式庭園
- 願勝寺 悲恋の恋塚伝説

主な遺跡
- 愛宕山古墳（90m、県内第3位）

主な史跡
- 旧大沼家住宅店

### 観光スポット
- スポーツランドSUGO - 台湾ドラマ『戰神 MARS』のロケ地。
- 谷山温泉 - 塩化物泉低張性弱アルカリ性冷鉱泉
- 谷山自然公園 ハイキングコース
  - 天然の石橋
  - 水芭蕉群生地
  - 村田ダムなど
- 民話の里 - 古よりの民話と日本一の夫婦水車
- 道の駅村田 - 村田町の産直品販売所
- 村田町歴史みらい館

## 文化・名物

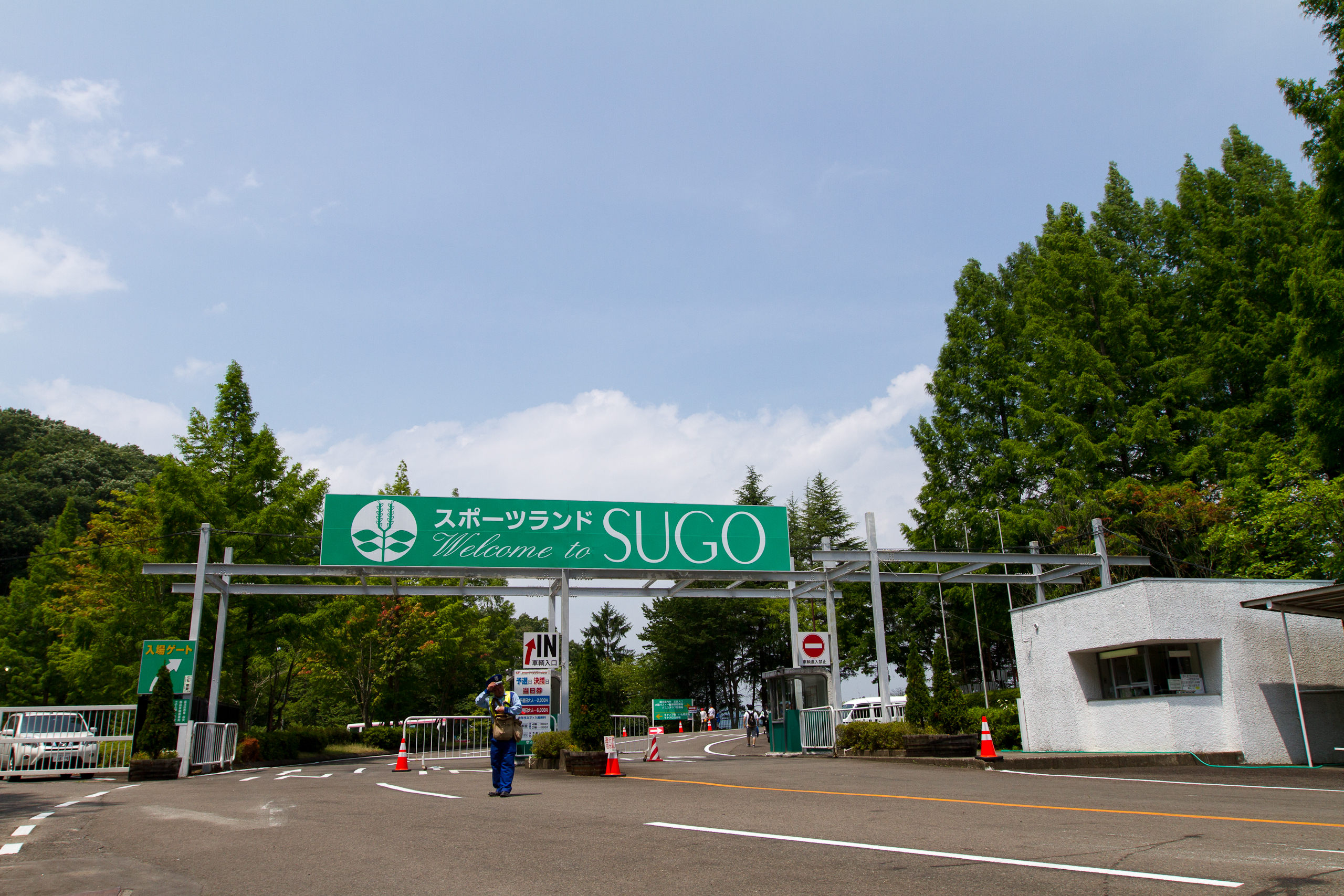
スポーツランドSUGO

### 祭事・催事
主な祭事
- 城山公園 桜まつり（4月）
- 奥州の蛇藤まつり（5月第2日曜日）
- 宗高公まつり花火大会（8月17日）
- 布袋まつり（10月 体育の日の前日[28]）

主な催事
- むらた 町家の雛めぐり
- 小京都むらた写真展
- 蔵の工芸市
- そら豆まつり（6月第2日曜）
- みやぎ村田町蔵の陶器市
- 蔵ing村田 新そばまつり

### 名産・特産
- 地酒（日本酒）
- 納豆
- 味噌
- そら豆加工品（うどん、コンニャク、アイス、サブレ、ケーキなど）
- 陶器
- ガラス細工
- 草木染
- 日本画、石板画

### スポーツ

#### モータースポーツ
- スポーツランドSUGO
- サテライト宮城 - オートレース宮城

## 出身関連著名人

### 出身著名人
- 岩間正男 - 政治家、歌人
- 小室希 - スケルトン選手
- 真壁賢守 - 元社会人野球選手
- 三宅義信 - 重量挙げ選手
- 三宅義行 - 重量挙げ選手
- 櫻井未奈 - キックボクサー
- 佐藤博信 - 柔道家

### ゆかりの著名人
- 吉川団十郎 - 当町に在住のシンガーソングライター、陶芸家、ラジオパーソナリティ

### 関連資料
発行年順。脚注に未使用。
青柳・今泉・大槻・養賢堂文庫和漢書目録
- 熊澤 正興『武将感状記』 10巻、崇高堂河内屋八兵衞、菅生堂河内屋宇兵衞〈近代正説碎玉話〉、1716年。国立国会図書館書誌ID:000121021。24cm、和古書・漢籍3冊。図書館古典籍類所蔵資料目録、代替資料無し『養賢堂文庫』叡智の杜Web（宮城県図書館）
- 畠山 郡興、穗積 尚古『大友真鳥実記』 14巻、菅生堂河内屋宇兵衞、1737年。国立国会図書館書誌ID:000120871。24cm、和古書・漢籍5冊。国立国会図書館古典籍類所蔵資料目録、代替資料無し『青柳文庫』叡智の杜Web（宮城県図書館）
- 宮城 清行、佐野 利有 編『和漢〓法 9卷』菅生堂河内屋茂八、1764年。国立国会図書館書誌ID:000121188。23cm、和古書・漢籍7冊。図書館古典籍類所蔵資料目録、代替資料無し『養賢堂文庫』叡智の杜Web（宮城県図書館）
- 斉藤良雄、八巻睦夫 編『菅生ふるさと史 : 年表・史料』菅生地区公民館、1999年8月。国立国会図書館書誌ID:000002814231。村田町（宮城県）